# Vector nulo
Em álgebra linear, vetor nulo é o vetor representado por um segmento orientado nulo (de comprimento zero). É representado por {\displaystyle {\vec {0}}} e possui propriedades únicas entre todos os vetores assim como o zero, entre os números reais.

## Propriedades do vetor nulo
- É o elemento neutro da adição de vetores.

{\displaystyle {\vec {v}}+{\vec {0}}={\vec {v}}}
- Sua soma com um ponto dá o próprio ponto.

{\displaystyle A+{\vec {0}}=A}
- Seu produto com um escalar é o próprio vetor nulo.

{\displaystyle x*{\vec {0}}={\vec {0}}}
- Seu produto escalar com qualquer outro vetor é zero.

{\displaystyle {\vec {v}}.{\vec {0}}=0}
- Seu produto vetorial com qualquer outro vetor é o próprio vetor nulo.

{\displaystyle {\vec {v}}\mathbf {x} {\vec {0}}={\vec {0}}}
- É o único vetor com a propriedade de ser igual a seu oposto.

{\displaystyle {\vec {v}}=-{\vec {v}}} ⇔ {\displaystyle {\vec {v}}={\vec {0}}}
- O conjunto unitário {\displaystyle [{\vec {0}}]} é linearmente dependente. Logo, qualquer n-upla que contenha o vetor nulo também é linearmente dependente e  nenhuma base do espaço vetorial pode contê-lo.
- Por ter comprimento zero, não faz sentido atribuir sentido ou direção a este, portanto, pode-se considerá-lo o único vetor paralelo e, ao mesmo tempo, perpendicular a todos os outros vetores.
- Todo sub-espaço vetorial deve conter pelo menos o vetor nulo.